# Steve Malovic
Stephen Lawrence Malovic, detto Steve (Cleveland, 21 luglio 1956 – Phoenix, 13 aprile 2007), è stato un cestista statunitense, professionista nella NBA, in Italia e in Israele.

## Carriera
Venne selezionato dai Phoenix Suns al settimo giro del Draft NBA 1978 (149ª scelta assoluta).

## Palmarès
- Coppa Intercontinentale: 1

Real Madrid: 1981
- Campionato israeliano: 1

Hapoel Galil Elyon: 1992-93